# Saalburg-Ebersdorf

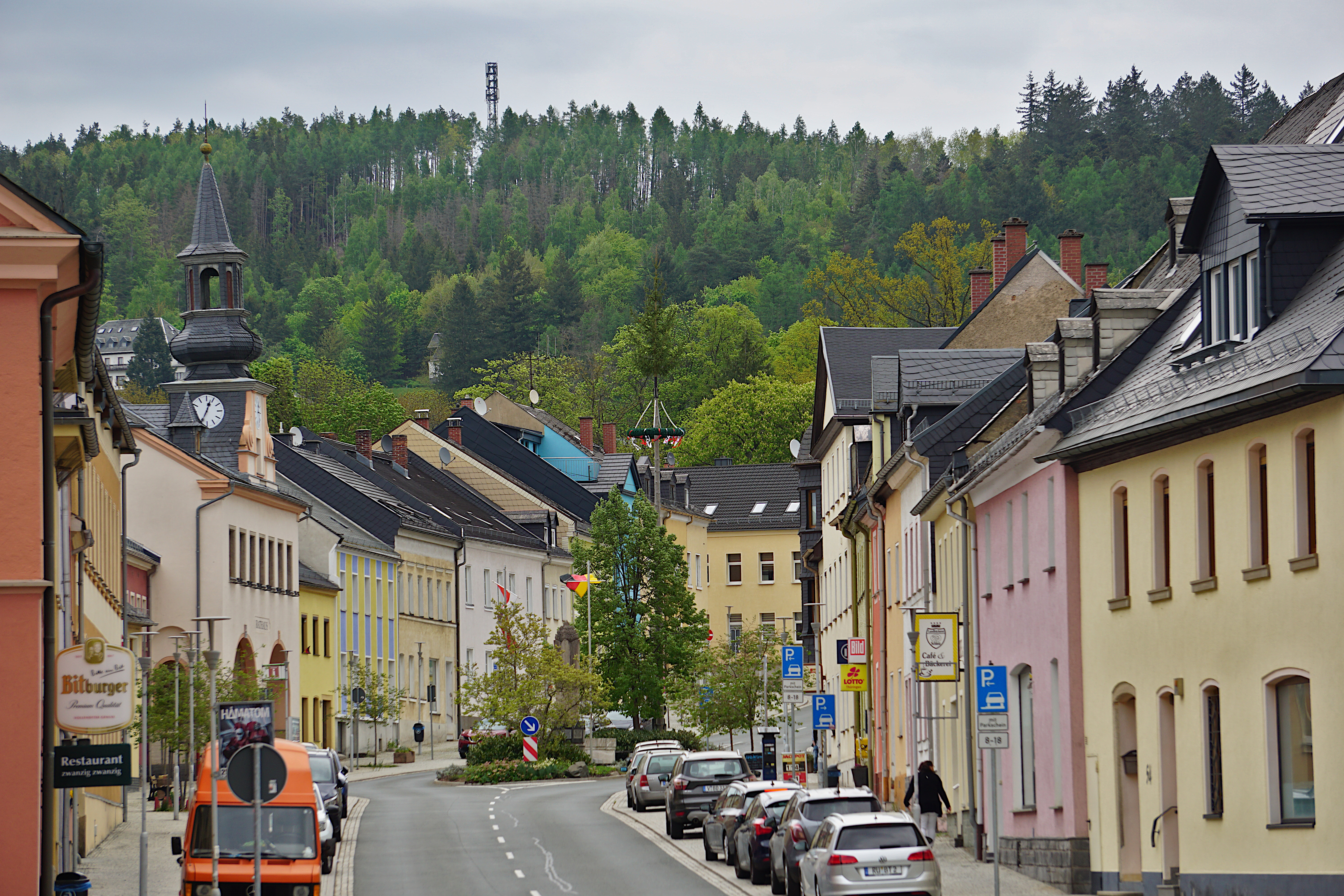
Der Markt in Saalburg

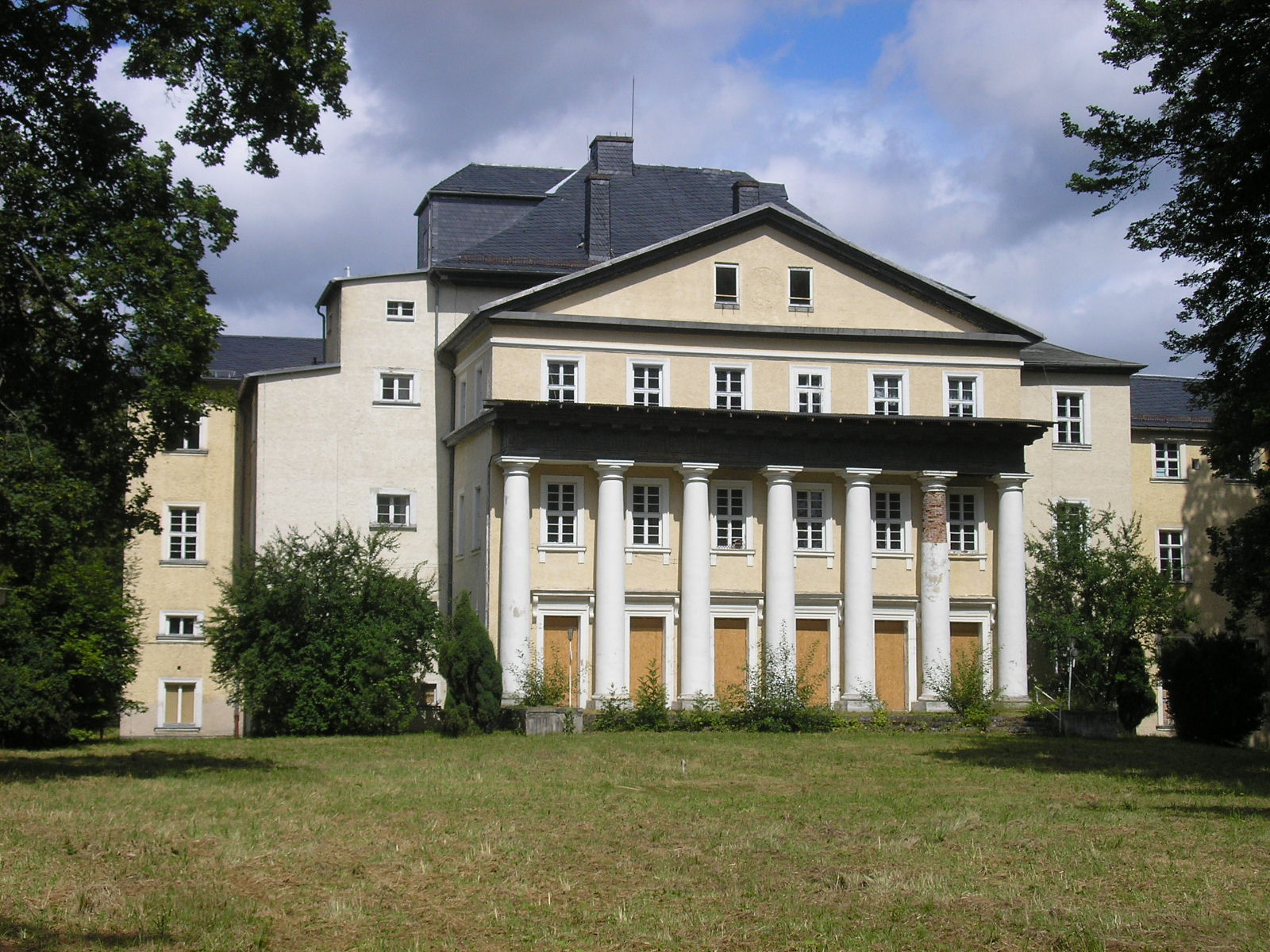
Schloss Ebersdorf, ehemalige Residenz der Grafen von Reuß-Ebersdorf

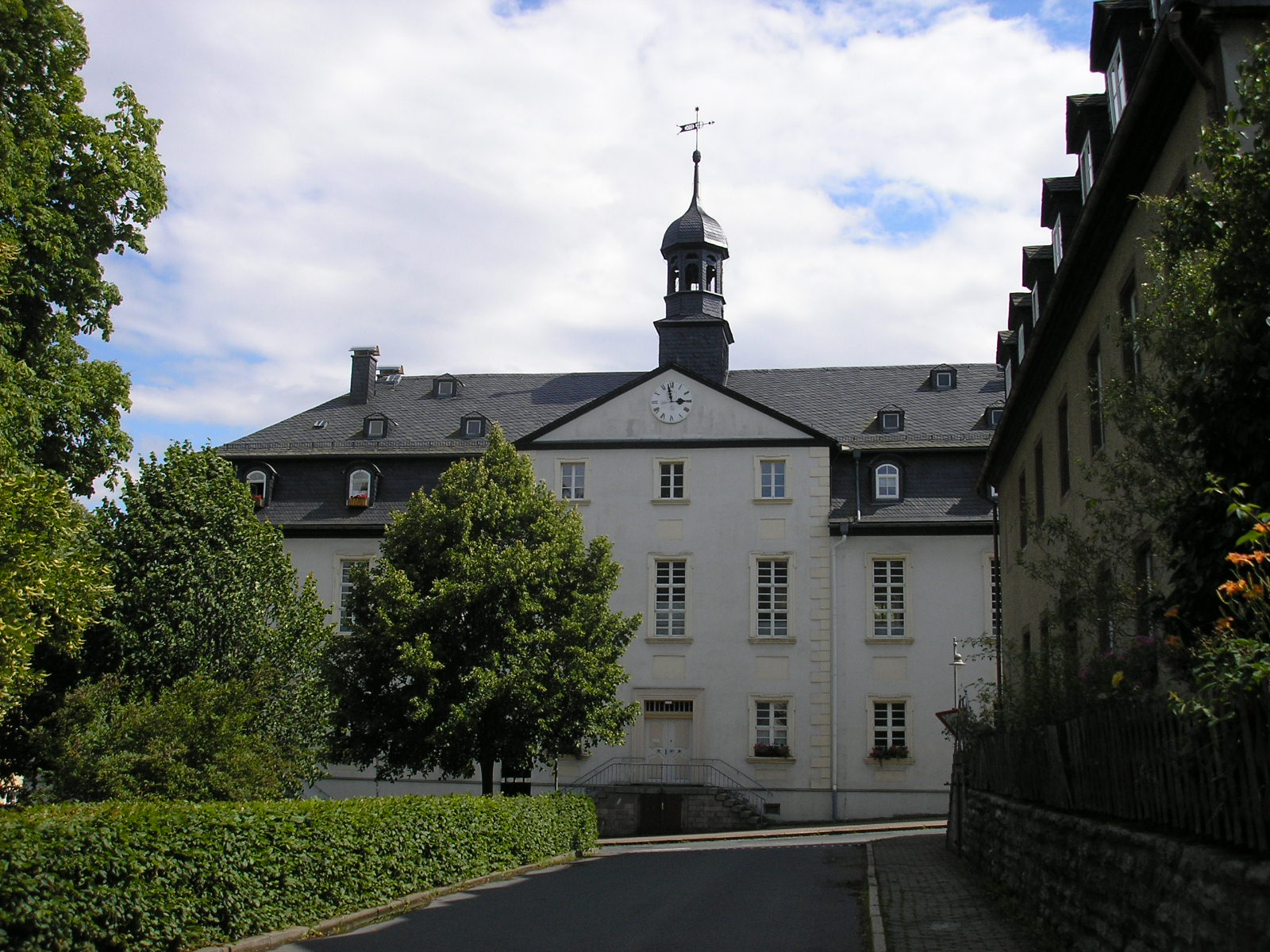
Gebäude der Brüdergemeine in Ebersdorf

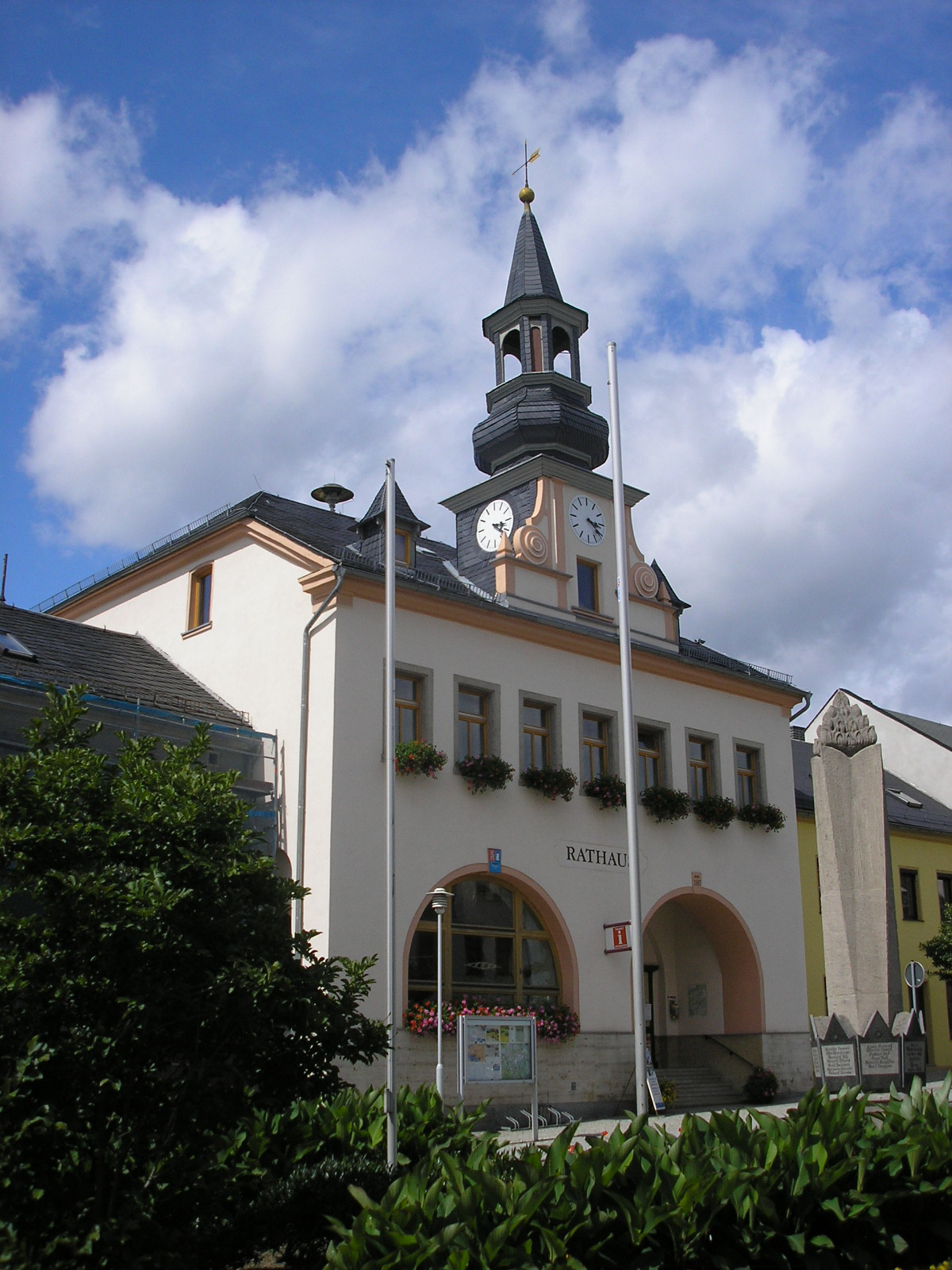
Das Saalburger Rathaus

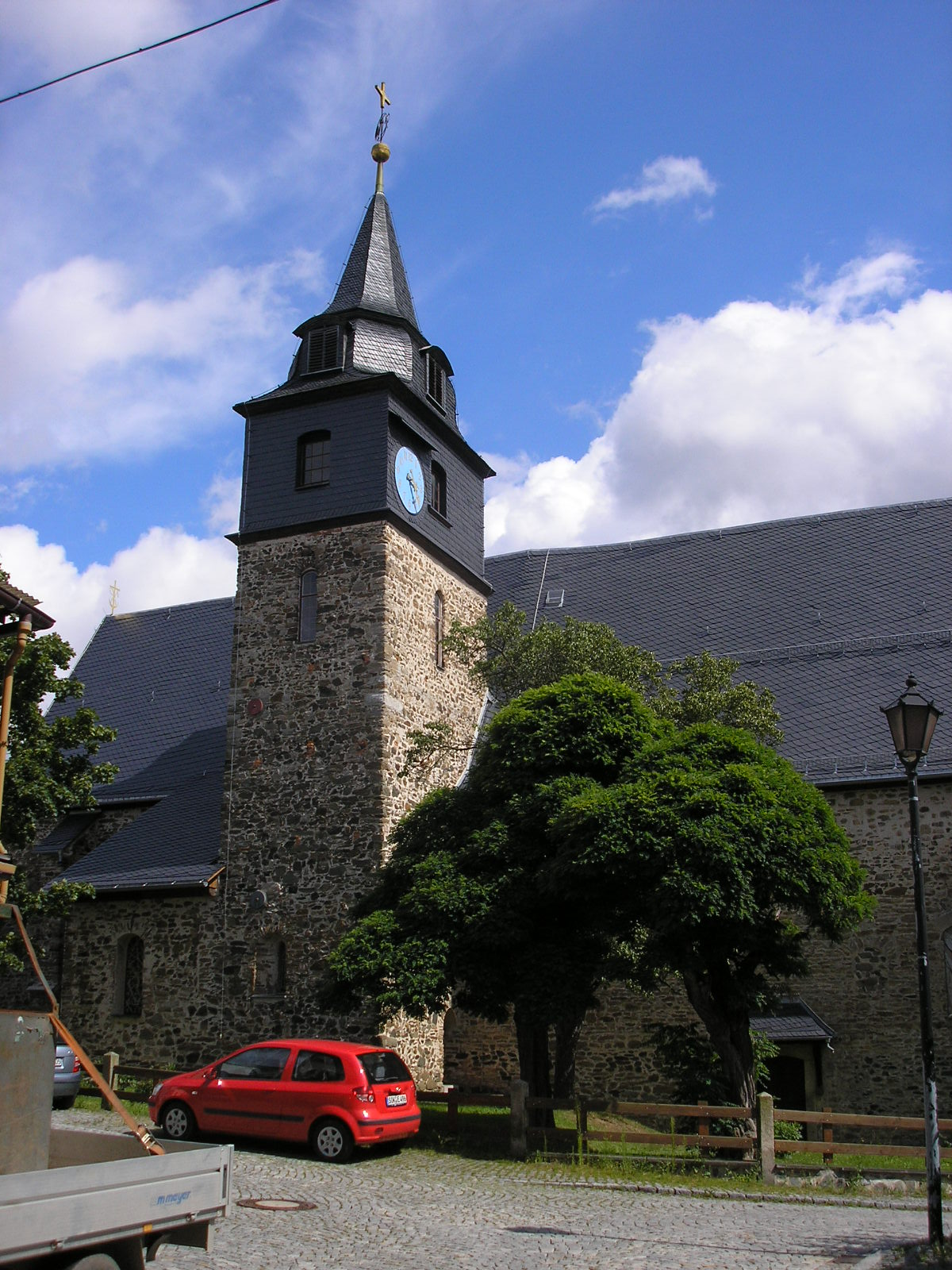
Die Saalburger Stadtkirche

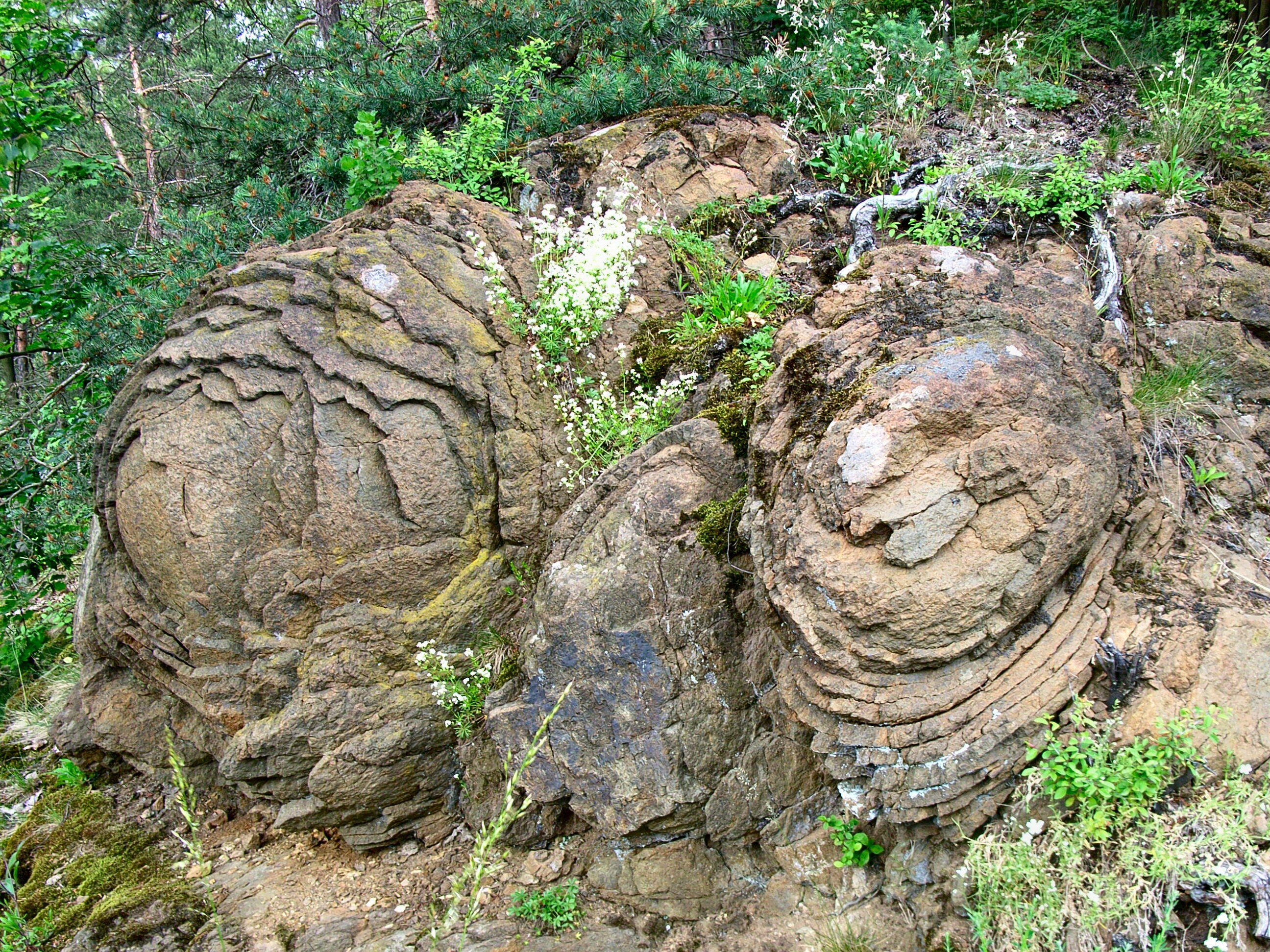
Die „Steinerne Rose“ bei Saalburg

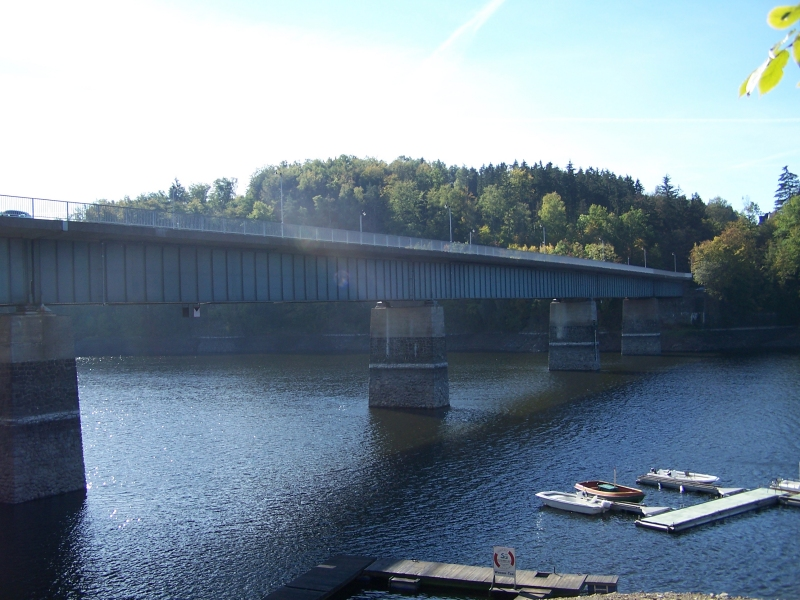
"Brücke des Friedens" über die Bleilochtalsperre

Saalburg-Ebersdorf ist eine Stadt im Saale-Orla-Kreis im thüringischen Vogtland, die am Bleilochstausee, dem größten Stausee Deutschlands, liegt.
Die Stadt entstand am 1. Januar 2003 durch gesetzlichen Zusammenschluss der Stadt Saalburg und der Gemeinde Ebersdorf/Thüringen. Die Stadtfläche beträgt 7189,01 ha; die Einwohnerzahl liegt bei etwa 3700.

## Geografie
Saalburg-Ebersdorf liegt an der Bleilochtalsperre, dem Stausee mit dem größten Fassungsvermögen in Deutschland.
Der Totenfels bei Zoppoten fällt steil zum Stausee ab. Vor dem Anstau der Saale floss sie dicht unter dem Totenfels. Es sollen dort Menschen hinabgestürzt worden sein. Daher hält man die Stelle für einen ehemaligen Kultplatz.

### Nachbargemeinden
Angrenzende Gemeinden sind (im Uhrzeigersinn) Schleiz, Tanna, Bad Lobenstein und Remptendorf.

### Stadtgliederung
(in Klammern das Datum der urkundlichen Ersterwähnung)
Zur Gemeinde gehören die Gemeindeteile Ebersdorf (14. Dezember 1401), Friesau (1344), Kloster, Kulm (1223), Pöritzsch (15. April 1352), Raila (14. August 1325), Röppisch (12. November 1322), Saalburg (1216), Schönbrunn (14. August 1325), Wernsdorf (14. Dezember 1401) und Zoppoten (14. August 1325).

## Geschichte
Die eingemeindete Stadt Saalburg wurde urkundlich 1216 erstmals als Ort und als Stadt 1313 erwähnt. Zur Kontrolle des Saaleübergangs der alten Handelsstraße von Nürnberg nach Leipzig errichteten die Lobdeburger 1216 in Saalburg eine Burg. Dieses Datum ist auch die Ersterwähnung von Saalburg. Im  Jahr 1317 kam sie in den Besitz der Vögte von Gera. Die Burg lag am rechten Ufer der Saale, am späteren Platz des Schlosses. 1913 stürzte der Bergfried ein, von dem noch Reste erhalten sind.
Die Stadt Saalburg geht vermutlich auf eine Gründung der Landgrafen von Thüringen zurück, war seit 1222 selbstständig und hatte einen engen historischen Bezug zum ehemaligen Fürstentum Reuß. 1930 wurde die elektrifizierte Bahnstrecke Schleiz–Saalburg durch die Schleizer Kleinbahn AG eröffnet. Aus wirtschaftlichen Gründen wurde der Betrieb nach 1995 eingestellt.
Saalburg war zwischen 1647 und 1666 Residenzstadt der Grafschaft Reuß-Saalburg. Ebersdorf war von 1678 bis 1848 Residenz des Fürstentums Reuß-Ebersdorf. Die pietistisch gesinnten Fürsten der Linie Reuß ließen im 18. Jahrhundert eine Ansiedelung der Herrnhuter Brüdergemeine in Ebersdorf bauen.
Am 8. Oktober 1806 fand am Ufer der Saale das erste Gefecht eines Krieges zwischen Napoleons Truppen und Preußen statt. Beide Seiten hatten ihre ersten Verluste, je etwa 10 bis 15 verwundete und getötete Soldaten, zu verzeichnen. Am darauffolgenden Tag übernachtete Napoleon im Schloss Ebersdorf. Ein Bild von Benjamin Zix im Bestand des Louvre hielt diese Situation fest.
Der Kaufmann Christian Heidecke (aus Berlin) und der Bauunternehmer Magnus Rödel (aus Birkenhügel) gründeten 1888 das Saalburger Marmorwerk Rödel & Co., das zunächst in der Herrenmühle an der Saale oberhalb des Ortes seinen Betrieb aufnahm. Um 1900 waren im Unternehmen durchschnittlich 100 Personen in den Bereichen Sägerei, Schleiferei und Bildhauerei beschäftigt. Dadurch gehörte die Firma in dieser Zeit zu den größten Marmorwerken Deutschlands. Mit Neuerschließungen von  Steinbrüchen und dem Zukauf bereits angelegter Abbaustellen in den Kalksteinvorkommen der Region erweiterte das Werk sein attraktives Sortiment. Neben einheimischen Gesteinen wurden dort auch ausländische Marmorsorten vornehmlich italienischer Herkunft verarbeitet. Das Werk überlebte den Ersten Weltkrieg nur mit großen Schwierigkeiten und erhielt 1919 den Auftrag zur Fertigung des Sarkophags für die Herzogin Victoria Feodora von Mecklenburg (Prinzessin Viktoria Feodora Reuß jüngere Linie † 18. Dezember 1918), der im Doberaner Münster aufgestellt wurde. Im Jahr 1925 hatte der Betrieb 116 Mitarbeiter. Mit dem Bau der Bleilochtalsperre (zwischen 1926 und 1932) stand die Schließung des Betriebes wegen der unvermeidlichen Flutung seines Areals an. Im Jahr 1931 riss man die Betriebsanlagen ab. Das führte zu einer Abwanderung von Personal und der Fusion mit einem regionalen Konkurrenzunternehmen. Mit Hilfe öffentlicher Fördermittel verlegte man den neuen Betrieb an den Stadtrand von Saalburg und er konnte dort am 2. Januar 1932 die Produktion wieder aufnehmen.
Ein neuer Betriebseigentümer, der ein aktives Mitglied der NSDAP war und über gute Verbindungen zum System verfügte, praktizierte nach der nationalsozialistischen Machtergreifung im Betriebsleben die politische Gleichschaltung ganz offen. Diese demonstrative Positionierung brachte ihm nach 1933 umfangreiche Aufträge von amtlichen NS-Stellen ein.
Während des Zweiten Weltkrieges mussten 20–30 Arbeitskräfte aus den besetzten Ländern im Sägewerk Kurt Horn im Ortsteil Friesau sowie bei Bauern in den Ortsteilen Friesau, Röppisch, Schönbrunn und Zoppoten Zwangsarbeit verrichten. Auf dem Friedhof in Ebersdorf ruhen 12 KZ-Häftlinge eines Todesmarsches vom KZ Buchenwald nach dem KZ Flossenbürg, die von SS-Männern ermordet wurden. Auch auf den Dorfplätzen von Ebersdorf und Zoppoten 1985 errichtete Gedenksteine erinnern an dieses Geschehen. Am Strandpromenadenweg von Saalburg erinnern Gedenksteine an den Mord von 64 KZ-Häftlingen am 12. April 1945.
Im Jahr 1946 wurde das Marmorwerk auf SMAD-Befehl enteignet und in das Eigentum des Landes Thüringen eingegliedert. Der erste Großauftrag nach 1945 war die aufwändige Ausstattung der Sowjetischen Botschaft in Berlin. Es folgten weitere Aufträge im Zentrum der Stadt. Dabei ist die Innenraumgestaltung der Staatsoper Berlin ab 1953 hervorzuheben, die ein Höchstmaß an das Können der Marmorverarbeitung forderte. Für die Fußbodenintarsie des Apollo-Saales kamen griechische, französische, italienische, deutsche Marmore, Kalksteine und Serpentinite zum Einsatz. Viele dieser Aufträge verdeutlichen, welche kunsthandwerklichen und planerischen Fachkompetenzen bei der Belegschaft des Marmorwerkes seit seiner Gründung entstanden waren, die sich überwiegend aus Bewohnern Saalburgs und seiner nahen Umgebung zusammensetzte.
An der Bleilochtalsperre unterhielt die Zentralschule von Ebersdorf zu DDR-Zeiten ein Ferienlager.
Vor dem gesetzlichen Zusammenschluss der Stadt Saalburg und der Gemeinde Ebersdorf/Thüringen am 1. Januar 2003 gehörte die Stadt Saalburg zur Verwaltungsgemeinschaft Saalburg.

### Eingemeindungen
Die Einheitsgemeinde Ebersdorf/Thüringen entstand am 6. Mai 1993 durch den freiwilligen Zusammenschluss der vorher selbstständigen Gemeinden Ebersdorf, Friesau, Röppisch, Schönbrunn und Zoppoten mit ca. 2900 Einwohnern. Der Verwaltungssitz war in Ebersdorf.
In die Stadt Saalburg wurde Pöritzsch am 1. Juli 1950 eingemeindet. Kulm und Wernsdorf folgten am 1. Januar 1974. Schließlich kam am 8. März 1994 Raila hinzu.

### Einwohnerentwicklung
Entwicklung der Einwohnerzahl (31. Dezember)  Datenquelle ab 1994: Thüringer Landesamt für Statistik

der Stadt Saalburg vor 2003:
| - 1833: 1.070 - 1994: 1.512 - 1995: 1.486 | - 1996: 1.470 - 1997: 1.442 - 1998: 1.437 | - 1999: 1.436 - 2000: 1.426 - 2001: 1.397 | - 2002: 1.412 |

der Gemeinde Ebersdorf vor 2003:
| - 1994: 2.869 - 1995: 2.887 - 1996: 2.863 | - 1997: 2.881 - 1998: 2.919 | - 1999: 2.932 - 2000: 2.780 | - 2001: 2.743 - 2002: 2.710 |

der Stadt Saalburg-Ebersdorf:
| - 2003: 4.092 - 2004: 4.062 - 2005: 4.008 - 2006: 3.967 - 2007: 3.921 | - 2008: 3.873 - 2009: 3.806 - 2011: 3.713 - 2012: 3.583 - 2013: 3.553 | - 2014: 3.469 - 2015: 3.479 - 2016: 3.484 - 2017: 3.442 - 2018: 3.414 | - 2019: 3.359 - 2020: 3.292 - 2021: 3.300 - 2022: 3.319 - 2023: 3.292 |

## Politik

### Stadtrat
Die Kommunalwahl vom 26. Mai 2019 führte zu folgender Sitzverteilung für die Legislaturperiode 2019–2024:
| Partei / Liste | Sitze  |
| CDU            | 9 (−1) |
| SPD            | 4 (+1) |
| FDP            | 3 (±0) |

### Wappen
Bis ein neues Stadtwappen vom Stadtrat beschlossen wird, behalten die beiden Wappen der ehemals selbstständigen Orte Ebersdorf und Saalburg ihre Gültigkeit.

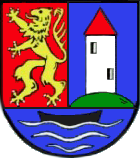
Wappen der ehemaligen Stadt Saalburg
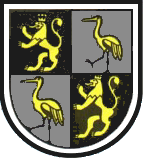
Wappen der ehemaligen Gemeinde Ebersdorf

## Tourismus
Durch Saalburg verläuft der Bergwanderweg Eisenach–Budapest sowie der Saale-Radweg.
Einmal im Jahr findet in der Nähe der Stadt das SonneMondSterne-Festival statt.

## Persönlichkeiten

### Söhne und Töchter der Stadt
- Zacharias Liebhold von Solbergk (1552–1626), Stadtschreiber von Silberberg in Schlesien und Theaterdichter
- Benigna Marie Reuß zu Ebersdorf (1695–1751), Gräfin Reuß von Lobenstein, Kirchenlieddichterin
- Heinrich XXIX. Reuß zu Ebersdorf (1699–1747 in Herrnhaag), war Graf Reuß zu Ebersdorf
- Erdmuthe Dorothea von Zinzendorf, geb. Reuß zu Ebersdorf (1700–1756), Pietistin und Kirchenliederdichterin
- Ernestine Eleonore Reuß zu Ebersdorf (1700–1756), Pietistin
- Heinrich XXIV. Reuß zu Ebersdorf (1724–1779), Graf Reuß zu Ebersdorf
- Auguste Reuß zu Ebersdorf (1757–1831), Herzogin von Sachsen-Coburg-Saalfeld
- Heinrich LI. Reuß zu Ebersdorf (1761–1822), Fürst Reuß zu Ebersdorf
- Heinrich LXXII. Reuß zu Lobenstein und Ebersdorf (1797–1853), Fürst Reuß zu Ebersdorf und Fürst Reuß zu Lobenstein und Ebersdorf
- Albert von Seckendorff (1849–1921), Vizeadmiral der Kaiserlichen deutschen Marine, Diplomat, Hofmarschall des Prinzen Heinrich von Preußen
- Heinrich XLV. Prinz Reuß jüngerer Linie (1895–vermutlich 1945), reußischer Prinz
- Axel Teichmann (* 1979), Skilangläufer (Weltmeister und Weltcupsieger)
- Charles Franzke (* 1992), Biathlet und Extrem-Hindernisläufer

### Weitere Persönlichkeiten
- Hermann I. von Lobdeburg (unbekannt–1254), 1225–1254 Bischof von Würzburg, 1216–1225 Mitregent in der Saalburger Linie des Hauses Lobdeburg
- Joachim Murat (1767–1815), erkämpfte im Vierten Koalitionskrieg am 8. Oktober 1806 den Saaleübergang bei Saalburg
- Lola Montez (1821–1861), irische Tänzerin und eine Geliebte König Ludwigs I. von Bayern, 1843 Gast im Schloss Ebersdorf
- Meta Wellmer (1826 (nach anderen Angaben 1832)–1889), Schriftstellerin und 18 Jahre lang Erzieherin an der Brüdergemeine
- Eduard Rottler († 1899), deutscher Kaufmann und Politiker, Bürgermeister von Saalburg
- Christian Heidecke (1837–1925), Architekt, Mitbegründer der Saalburger Marmorwerke
- Bodo Ramelow (* 1956) hat seit 2016 einen Nebenwohnsitz im Ortsteil Saalburg[16]

## Verkehr
Der Bahnhof Ebersdorf-Friesau liegt an der Bahnstrecke Triptis–Marxgrün. Es findet ausschließlich Güterverkehr statt. Der Bahnhof Saalburg (Saale) lag an der inzwischen stillgelegten Bahnstrecke Schleiz–Saalburg.
Mit den Linien 610, 620 und 730 des Verkehrsunternehmens KomBus hat Saalburg-Ebersdorf Anschluss an die Städte Schleiz, Bad Lobenstein, Lehesten, Naila, Ziegenrück und Tanna.